# Istvan Frank
Istvan Frank (Budapest, 11 marzo 1918 – Mentone, 22 luglio 1955) è stato un filologo ungherese di lingua francese, specializzato in filologia romanza, professore all'Università di Saarbrücken.

## Biografia

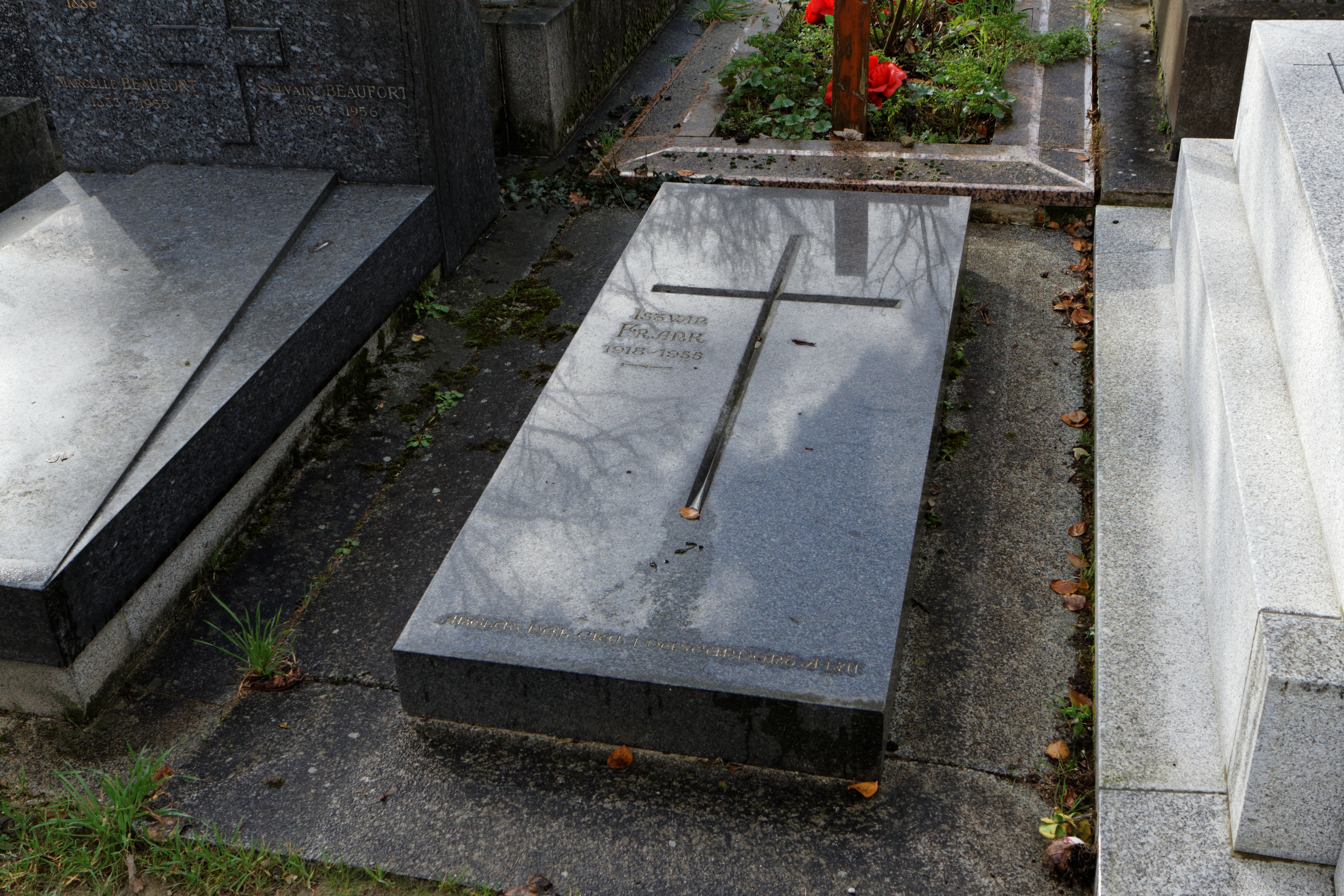
Tomba di Frank nel Cimitero di Père-Lachaise a Parigi

Istvan Frank studiò all'École Pratique des Hautes Etudes di Parigi fino al 1948 e frequentò i corsi dell'Università della Sorbona tenuti da Clovis Brunel nel 1938. La sua tesi di dottorato consisteva in un repertorio metrico della poesia trobadorica che recensì e pubblicò nel 1953 con il titolo Repértoire métrique des poesies des troubadours.
Partecipò agli incontri della resistenza francese della seconda guerra mondiale a casa del filologo Henri Boissin, autore della moderna grammatica albanese (1975).
Nonostante la breve carriera accademica, a causa della sua morte prematura all'età di 37 anni, Istvan Frank pubblicò numerosi articoli importanti (alcuni dei quali postumi) e ha partecipato a diverse conferenze sulla lingua romanza (come il Congresso internazionale di lingua e letteratura del sud della Francia ad Avignone, settembre 1955 o nell'aprile 1953 a Barcellona: VII Congresso internazionale sulla linguistica romanza), incentrato sullo studio della poesia trobadorica.
Istvan Frank studiò la vita e le opere di trovatori catalani come Ponç de la Guàrdia, Cerverí de Girona o Berenguer d’Anoia e ha coltivato un rapporto epistolare con Martín de Riquer su questi poeti ed altri che è durato sei anni.
Notevole è l'opera Répertoire métrique de la poésie des troubadours, frutto della sua ricerca di dottorato, in cui analizza la metrica della maggior parte dei poeti trovatori conosciuti (seguendo i cataloghi e le opere di Karl Bartsch, Camille Chabaneau, Alfred Jeanroy, Alfred Pillet e Clovis Brunel) e li classifica per rime e strutture di strofe. Secondo l'introduzione dello stesso Istvan Frank, il punto di partenza fu la proposta di Carl Appel di assemblare un repertorio metrico della poesia dei trovatori che superasse quello di F. W. Maus. Il Répertoire... è stato ampiamente utilizzato e di solito è citato nei riferimenti di ogni poesia e anche in opere come Los trovadores, di Martín de Riquer, dedicato proprio alla memoria di Istvan Frank.
Nel 1957 furono pubblicati i Mélanges de linguistique et de littérature romanes à la mémoire d'István Frank (Saarbrücken, Universität des Saarlandes), che raccolgono vari contributi in omaggio al romanista ungherese.
Dal 1950 fu un membro straniero dell'Acadèmia de Bones Lletres de Barcelona.

## Opere pubblicate
- 1946. “La chanson de croisade du troubadour Gavaudan”, Neuphilologische Mitteilungen, 47, pp. 145-171.
- 1949. “Les troubadours et le Portugal”, Mélanges d’études portugaises à M. Georges Le Gentil, Lisboa, pp. 199-226.
- 1949. “Pons de la Guardia, troubadour catalan du XIIè siècle”, Boletín de la Real Academia de Buenas Letras de Barcelona XXII,  pp. 229-327.
- 1950. “Ce qui reste d'inédit de l'ancienne poésie lyrique provençale”, Boletín de la Real Academia de Buenas Letras de Barcelona XXIII, 1 p. 69-81.
- 1950. "Cerveri, dit de Girona, polyglotte et oiseleur", Cultura Neolatina 10, pp. 69-73.
- 1950. “Du rôle des troubadours dans la formation de la poésie lyrique moderne”, Mélanges de linguistique et de littérature romanes offerts à Mario Roques, Baden-París, vol I, pp. 63-81
- 1950. “Nouveau manuscrit catalan du sirventés «Si totz temps vols»”, Romania, 71, pp. 393-396.1952. Trouveres et Minnesanger: Recueil de textes pour servir a l'étude des rapports entre la poésie lyrique romane et le Minnesang au XIIe siecle, Saarbrücken: West-Ost-Verlag.
- 1952. “'Babariol-babarian' - dans Guglielmo IX, notes de philologie pour l'étude des origines lyriques”, Romania, 73.
- 1953-1957. Répertoire métrique de la poésie des troubadours, Paris, H. Champion, Bibliotheque de l'Ecole des hautes etudes. Sciences historiques et philologiques 302, 308
- 1954. “La Chanson "Lasso me" de Petrarca et ses prédécesseurs”, Annales du midi T. 66, pp. 259-268.
- 1954. Un Message secret de Berenguer de Noya: le prologue du "Mirall de trovar”, Torino: Loescher-Chiantore.
- 1955. De l'art d'editer les textes lyriques. Paris: [s.n.], Separata de: Recueil de Travaux offert à M. Clovis Brunel.
- 1955. Les debuts de la poésie courtoise en Catalogne et le problème des origines lyriques, Congreso internacional de lingüística románica. Actas y memorias t. II. Barcelona. pp. 182-183.
- 1955. "Poésie romane et Minnesang autour de Frédéric II: essai sur les débuts de l'École sicilienne", Palermo: G. Mori & Figli. Separata del Bollettino del Centro di Studi Filologici e Linguistici Siciliani, III.
- 1956. “Reverter: vicomte de Barcelone (vers 1130-1145)”,Boletín de la Real Academia de Buenas Letras de Barcelona XXVI (1954-1956), pp. 195-204.
- 1957. “Tomier e Palaizi: troubadour tarasconnais” (1199-1226), Romania, 78, pp. 46-85.